# Ронаго
Ронаго (итал. Ronago) је насеље у Италији у округу Комо, региону Ломбардија.
Према процени из 2011. у насељу је живело 1251 становника. Насеље се налази на надморској висини од 373 м.

## Становништво
Према резултатима пописа становништва 2011. у општини је живело 1.754 становника.
| 1931. | 1936. | 1951. | 1961. | 1971. | 1981. | 1991. | 2001. | 2011. |
| ----- | ----- | ----- | ----- | ----- | ----- | ----- | ----- | ----- |
| 798   | 783   | 889   | 1.174 | 1.186 | 1.311 | 1.357 | 1.498 | 1.754 |